# 构型空间

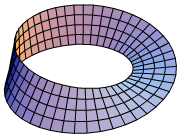
圆上所有无序点对的构型空间是莫比乌斯带。

数学中，构型空间（configuration space）是与物理学中的状态空间或相空间密切相关的构造，后者将整个系统的状态描述为高维空间的单点。数学中，这用于描述点集在拓扑空间中的位置分布；更具体地，数学构型空间是几个非碰撞粒子的物理位形空间的特殊例子。

## 定义
对拓扑空间X和正整数n，令{\displaystyle X^{n}}为n份X的笛卡儿积，具备积拓扑。X的第n个（有序）构型空间是X中成对不同点的n元组的集合：
{\displaystyle \operatorname {Conf} _{n}(X):=X^{n}\smallsetminus \{(x_{1},x_{2},\ldots ,x_{n})\in X^{n}\mid x_{i}=x_{j}\ {\text{ for some  }}i\neq j\}.}
这空间通常赋以{\displaystyle \operatorname {Conf} _{n}(X)}到{\displaystyle X^{n}}的子空间拓扑，有时也表示为{\displaystyle F(X,n)}、{\displaystyle F^{n}(X)}、{\displaystyle {\mathcal {C}}^{n}(X)}之类。
在{\displaystyle \operatorname {Conf} _{n}(X)}中的点上有自然的对称群{\displaystyle S_{n}}群作用：
{\displaystyle {\begin{aligned}S_{n}\times \operatorname {Conf} _{n}(X)&\longrightarrow \operatorname {Conf} _{n}(X)\\(\sigma ,x)&\longmapsto \sigma (x)=(x_{\sigma (1)},x_{\sigma (2)},\ldots ,x_{\sigma (n)}).\end{aligned}}}
此作用产生了X的第n个无序构型空间，
{\displaystyle \operatorname {UConf} _{n}(X):=\operatorname {Conf} _{n}(X)/S_{n},}
这是该作用的轨道空间。直觉是，这作用“遗忘了点的名字”。无序构型空间有时表为{\displaystyle {\mathcal {UC}}^{n}(X)}、 {\displaystyle B_{n}(X)}、{\displaystyle C_{n}(X)}等。所有n上的无序构型空间集合就是冉空间（Ran space），具有自然的拓扑结构。

### 其他公式
对拓扑空间X和有限集S，用S标记粒子的X的构型空间是
{\displaystyle \operatorname {Conf} _{S}(X):=\{f\mid f\colon S\hookrightarrow X{\text{ is injective}}\}.}
{\displaystyle \forall n\in \mathbb {N} }，定义{\displaystyle \mathbf {n} :=\{1,2,\ldots ,n\}}，则X的第n个构型空间是{\displaystyle \operatorname {Conf} _{\mathbf {n} }(X)}，简单表示作{\displaystyle \operatorname {Conf} _{n}(X).}

## 例子
- {\displaystyle \mathbf {R} ^{2}}中两点的有序构型空间与欧氏3维空间同圆之积同胚，即{\displaystyle \operatorname {Conf} _{2}(\mathbf {R} ^{2})\cong \mathbf {R} ^{3}\times S^{1}.}[2]
- 更一般地，{\displaystyle \mathbf {R} ^{n}}中两点的构型空间同伦于球面{\displaystyle S^{n-1}.}[4]
- {\displaystyle \mathbf {R} ^{2}}中n个点的构型空间是第n个辫群的分类空间。

## 与辫群的联系
连通拓扑空间X上的n股辫群是
{\displaystyle B_{n}(X):=\pi _{1}(\operatorname {UConf} _{n}(X)),}
X的第n个无序构型空间的基本群。X上的n股纯辫群是
{\displaystyle P_{n}(X):=\pi _{1}(\operatorname {Conf} _{n}(X)).}
最早研究的辫群是阿廷辫群{\displaystyle B_{n}\cong \pi _{1}(\operatorname {UConf} _{n}(\mathbf {R} ^{2}))}。虽然上述定义不是埃米尔·阿廷给出的，但阿道夫·胡尔维茨早在阿廷之前（1891）就已经隐含地将阿廷辫群定义为复平面的构型空间的基本群。
注意{\displaystyle \operatorname {Conf} _{n}(\mathbf {R} ^{2})}、{\displaystyle \operatorname {UConf} _{n}(\mathbf {R} ^{2})}是{\displaystyle K(\pi ,1)}型艾伦伯格–麦克兰恩空间，平面{\displaystyle \operatorname {UConf} _{n}(\mathbf {R} ^{2})}的无序构型空间是阿廷辫群的分类空间；{\displaystyle \operatorname {Conf} _{n}(\mathbf {R} ^{2})}是纯阿廷变迁的分类空间，此时两者都被视为离散群。

## 流形的构型空间
若原空间X是流形，则其有序构型空间就是X的幂的开子空间，因此本身也是流形。不同无序点的构型空间也是流形，而不要求不同的无序点的构型空间则是轨形。
构型空间是一种分类空间或（精细）模空间。特别地，有通用丛{\displaystyle \pi \colon E_{n}\to C_{n}}，其是平凡丛{\displaystyle C_{n}\times X\to C_{n}}的子丛，具有这样的性质：每个点{\displaystyle p\in C_{n}}上的纤维是由p分类的X的n元子集。

### 同伦不变性
构型空间的同伦类型并非同伦不变。例如，空间{\displaystyle \operatorname {Conf} _{n}(\mathbb {R} ^{m})}对任意两个不同的m值来说都不同伦：{\displaystyle \mathrm {Conf} _{n}(\mathbb {R} ^{0})}对{\displaystyle n\geq 2}为空，{\displaystyle \operatorname {Conf} _{n}(\mathbb {R} )}对{\displaystyle n\geq 2}不连通，{\displaystyle \operatorname {Conf} _{n}(\mathbb {R} ^{2})}为{\displaystyle K(\pi ,1)}型艾伦伯格–麦克兰恩空间，{\displaystyle \operatorname {Conf} _{n}(\mathbb {R} ^{m})}对{\displaystyle m\geq 3}来说是单连通的。
紧流形同伦等价，但其构型空间非同伦等价，这样流形的存否问题到2005年由Riccardo Longoni & Paolo Salvatore解决。他们发现的例子是两个3维透镜空间，及至少含两个点的构型空间。由后者各自的万有覆盖的梅西积可发现，它们不是同伦等价的。单连通闭流形的构型空间的同伦不变性在一般情况下仍是开放的，已经证明在基域{\displaystyle \mathbf {R} }上成立。还证明了维数至少为4的单连通紧流形（且具有单连通边界）的实同伦不变性。

## 图的构型空间
有些结果与图的构型空间有关，可能与机器人学及运动规划有联系：可以想象把几个机器人放在轨道上，并试图不碰撞地将它们导航到不同位置。轨迹对应图（的边），机器人对应粒子，成功导航对应图构型空间中的一条路径。
对任意图{\displaystyle \Gamma }，{\displaystyle \operatorname {Conf} _{n}(\Gamma )}是{\displaystyle K(\pi ,1)}型艾伦伯格–麦克兰恩空间，并强形变收缩到维数为{\displaystyle b(\Gamma )}的CW复形，当中{\displaystyle b(\Gamma )}是度至少为3的顶点数。 另外，{\displaystyle \operatorname {UConf} _{n}(\Gamma )}与{\displaystyle \operatorname {Conf} _{n}(\Gamma )}形变收缩到维数不大于{\displaystyle \min(n,b(\Gamma ))}的曲率非正立方复形。

## 机械联动装置的构型空间
还可以定义机械联动装置的构型空间，以图{\displaystyle \Gamma }为其底几何。通常假定这种图由刚性杆与链构成，其构型空间被定义为具有规范测度（proper metric）欧氏空间中所有可容位置的总和。一般联动装置的构型空间是光滑流形，例如对旋转关节连接的n根刚性杆的平凡平面联动系统，其构型空间是n维环面{\displaystyle T^{n}}。
此类构型空间中最简单的奇异点是齐性二次超曲面上的圆锥与欧氏空间之积。这种奇异点见于可分为两子链的链接中，各自的端点轨迹非横断地相交，例如可对齐（align）链路（即完全折叠为一条线）。

## 紧化
不同点的构型空间{\displaystyle \operatorname {Conf} _{n}(X)}不是紧的，两端是汇。很多几何应用都要求紧空间，所以很有必要紧化{\displaystyle \operatorname {Conf} _{n}(X)}，即将其嵌入具有合适性质的紧空间，成为开子集。拉乌尔·博特和克利福德·陶布斯以及威廉·富尔顿和Robert MacPherson都提出了解决这一问题的方法。